# Arnold Wetl
Arnold Wetl (ur. 2 lutego 1970 w Eibiswald) – piłkarz austriacki grający na pozycji pomocnika.
Grał w takich klubach, jak Sturm Graz, FC Porto, Rapid Wiedeń i FC Gratkorn, w którym zakończył karierę w 2006 roku.
Występował również w reprezentacji Austrii (21 meczów/4 gole). Był w kadrze na Mistrzostwa Świata 1998, gdzie zagrał we wszystkich 3 meczach.